# Kazimierz Niesobski
Kazimierz Niesobski, ps. Bartek (ur. 1896, zm. 1944 w Żabikowie) – podoficer WP i ZWZ – AK, szef Służb kurierskich Okręgu Poznańskiego AK.

## Życie i konspiracja
Podczas I wojny światowej walczył w armii pruskiej na froncie zachodnim. Zdezerterował w 1919 r. i włączył się do walk powstania wielkopolskiego. Pozostał w służbie zawodowej 70. PP w Pleszewie. Brał udział w wojnie polsko-bolszewickiej w 1920 r.; ranny w działaniach frontowych. Przeniesiony do rezerwy w 1927 r., podjął pracę na stanowisku kierownika Biura Wagonowego PKP w Ostrowie Wielkopolskim. W sierpniu 1939 r. brał udział w ewakuacji agend Węzła PKP Ostrów. Po powrocie zatrudniony został w charakterze kierownika pociągów towarowych. Równocześnie podjął działalność konspiracyjną, najpierw w TOW, a następnie w ZWZ – AK. Zlecono mu organizowanie sieci służb podziemnych na kolei. W 1943 r. objął funkcję szefa Samodzielnego Wydziału Służb Kurierskich Okręgu Poznańskiego, utrzymującego stałą łączność z komendami inspektoratów rejonowych Wielkopolski oraz centralą w Warszawie. Od 1940 r. wspólnie z synem Edwardem prowadził nasłuch radiowy i wydawał tajne gazety. Aresztowany 19 października 1943 r. w Skalmierzycach, osadzony został w poznańskim forcie VII. Po ciężkim śledztwie został rozstrzelany 7 czerwca 1944 r. w obozie żabikowskim. 
Wyróżniony został Krzyżem Walecznych, a pośmiertnie Krzyżem Virtuti Militari.

## Rodzina
Żoną Kazimierza była Anna Niesobska (ur. 1900, z domu Kmieciak), miał pięcioro dzieci. Edward (podporucznik czasu wojny, kurier Armii Krajowej, harcerz ostrowskiego hufca ZHP, jako nastolatek napisał pamiętniki z okresu II wojny światowej), Henryk (ur. 1925), Bogdan (ps. "Orzeł", ur. 1927, uznany za zmarłego 27 stycznia 1956), Janina (ur. 1930, ps. "Janka", "Słoneczko") i Krystyna (ur. 1933).